# Torsten Bréchôt
Torsten Bréchôt (nacido como Torsten Oehmigen, Schwerin, RDA, 11 de septiembre de 1964) es un deportista de la RDA que compitió en judo.
Participó en los Juegos Olímpicos de Seúl 1988, obteniendo una medalla de bronce en la categoría de –78 kg. Ganó una medalla de plata en el Campeonato Mundial de Judo de 1985.

## Palmarés internacional
| Juegos Olímpicos   | Juegos Olímpicos     | Juegos Olímpicos  | Juegos Olímpicos |
| Año                | Lugar                | Medalla           | Categoría        |
| ------------------ | -------------------- | ----------------- | ---------------- |
| 1988               | Seúl (Corea del Sur) | Medalla de bronce | –78 kg           |
| Campeonato Mundial |                      |                   |                  |
| Año                | Lugar                | Medalla           | Categoría        |
| 1985               | Seúl (Corea del Sur) | Medalla de plata  | –78 kg           |